# Belenići
Belenići su naseljeno mjesto u općini Ravno, Federacija Bosne i Hercegovine, BiH.

## Povijest
U povijesnim vrelima se spominje od 1624. godine. Godine 1622. bilježi fra Blaž Gračanin kako se u selu nalazi crkva sv. Ilije. Na Belenićima je još početkom 20. stoljeća bila živa uspomena na osnivača sela – Belena.
Od godine 1675. Belenići su bili samostalna katolička župa kojoj je pripadao jugoistočni dio Popova, Bobani i Žurovići. Selo je bilo uvijek nastanjivano isključivo katolicima. Sve katoličke obitelji za zaštitnika imaju sv. Tomu.
Godine 1629. posjetio je Donju Hercegovinu biskup fra Dominik Andrijašević. Tada je bila sva Donja Hercegovina katolička, gusto načičkana župama i crkvama. Prigodom posjeta Donjoj Hercegovini, zabilježio je župe u Popovu polju i među njima župu Kijevo, Beleniće i Grepce u kojoj je crkva i 33 katoličke obitelji.

## Stanovništvo

### 1991.
Nacionalni sastav stanovništva 1991. godine, bio je sljedeći:
- Hrvati - 12 (100%)

### 2013.
Nacionalni sastav stanovništva 2013. godine, bio je sljedeći:
ukupno: 137
- Hrvati - 137 (100%)

### Članci
- Vidović, Domagoj. 2011. Toponimija Sela Zavala, Golubinac, Belenići i Kijev Do u Popovu. Folia onomastica Croatica. Zavod za lingvistička istraživanja HAZU. Zagreb.  (20): 207–248

## Vanjske poveznice
- glosk.com: Satelitska snimka[neaktivna poveznica]